# 蚌煽乡
蚌煽乡，旧译蚌塌乡、波山乡，是缅甸掸邦东部第四特区勐拉县下辖的一个乡。

## 地理
蚌煽乡位于勐拉县东部，西北临勐拉乡，西接勐马乡，南邻万哈乡，东濒中缅界河南览河（打洛江）。

## 行政区划
蚌煽乡下辖以下村寨：
- 蚌煽村（迈所村）[6][7]
- 勐本村（မိုင်းပွန်းရွာ）[8]
- 万回村（ဝမ်ဟွေရွာ）[9]
- 万栋村（达栋村）[10]
- 万囡村（ဝမ်နွဲ့ရွာ）[11]
- 万甘村（ဝမ်ကန်ရွာ）[12]
- 万元村（ဝမ်ယွန်းရွာ）[13]
- 万萨村（ဝမ်ဆာရွာ）[14]
- 万柄村（ဝမ်ပင်းရွာ）[15]
- 万贯村（ဝမ်ကွမ်းရွာ）
- 板南村（ပမ်နန်းရွာ）[16]
- 广散村[17]
- 巴达村[18]
- 万登勒村（万登上寨）[19]
- 万登岱村（万登下寨）